# Jacques Clarion
Jacques Clarion (Saint-Pont-de-Seyne, 12 de outubro de 1779 – Garches, 28 de setembro de 1844) foi médico e botânico francês. 